# Eynif Tol Hanı
Koordinaten: 37° 6′ 32″ N, 31° 27′ 25,6″ O
Die Karawanserei des Eynif Tol Hanı gehört zu den seldschukischen Karawanenstationen der Kesikbeli-Karawanenroute des 13. Jahrhunderts zwischen dem Zentrum der Rum-Seldschuken in Zentralanatolien, Konya, und den Hafenstädten Alanya und Antalya am Mittelmeer. Sie war die neunte Karawanserei auf dieser Karawanenroute etwa 85 km südwestlich von Beyşehir und 35 km nördlich von Manavgat 5 km südlich des Dorfes Bașlar im Kreis İbradı (Aydınkent), Provinz Antalya, am Süd-West-Rand der Eynif Ovası. Der genaue Standort des Eynif Tol Hanı befindet sich etwa 300 Meter nördlich der Tunnelbaustelle für die neue Fernstraße (Gembos Yolu) von Beyşehir nach Manavgat, die quer durch die langgestreckte Karstebene (Polje) der Eynif Ovası (auch Bașlar Ovası) gebaut wird. Die Inschrift, die İlhami Bilgin in seinem Artikel zur Bauzeit als Tol Han angibt, verwechselt er mit einer anderen Karawanserei in der Nähe von Sırtköy im Süden der Berge nahe der Eynif Ovası mit Blick aufs Mittelmeer (siehe unter Murtbeli Tol Hanı). Das Dorf Başlar mit dem Eynif Tol Hanı dagegen liegt in der Mitte der Eynif-Ebene.

## Baubeschreibung
Der in Ost-West-Richtung angelegte Tol-Han ist ein eher kleineres Gebäude mit einer Abmessung von ca. 30 m × 23 m. Vier Säulenreihen trugen insgesamt fünf Bögen, von denen der mittlere Bogen etwas größer ausgebaut war. Der Haupteingang zeigt genau nach Osten. Dort vorgelagert war ein geschlossener Hof, von dem aber kaum noch Reste erkennbar sind. Der Eingang des fünfschiffigen, in Ost-West-Richtung verlaufenden Gebäudes war ein monumentales Tor mit niedrigem Bogen im Osten, heute fast zur Hälfte im Boden. Auch der Boden des Karawansereigebäudes ist insgesamt stark verschüttet, so dass die noch stehenden Bögen im Inneren des Baus sehr niedrig erscheinen. Der einzige Innenraum des Hans ist in fünf senkrecht zum Eingang angeordnete Schiffe unterteilt. In früheren Veröffentlichungen wurde diese Anordnung parallel zum Eingang gezeigt. Bei neueren Untersuchungen wurde jedoch festgestellt, dass die Winterhalle gegenüber dem Eingang eine fünfschiffige Anordnung hatte und das Mittelschiff vermutlich offen war. Denn in diesem Abschnitt gibt es keine Spuren von Bögen, die die oberen Decken und Gewölbereste der oberen Decke getragen hätten. Das parallel zum Eingang liegende Langhaus hatte also fünf Schiffe mit einer von Spitzbögen getragenen Gewölbedecke und freigelegtem Mittelschiff. Die Pfosten und niedrigen Bögen aus bearbeiteten Steinen stehen noch. Auch die äußeren Hauptwände des Baus sind noch vorhanden, dessen Nord-, Süd- und Westwände von dreieckigen Strebepfeilern getragen werden. Die behauenen Steinblöcke der Hauptmauern und der oberen Decke des Gasthauses sind allerdings noch immer verstreut. Der Komplex gehört zur Gruppe der "konzentrischen Karawansereien" mit offenen und geschlossenen Höfen. Über das Baudatum der Karawanserei fehlen die Angaben. Im Südwesten des Hans befindet sich auch ein Brunnen als eine Art Wasserbauwerk, von dem nur noch die die Gewölbe tragenden Bögen stehen. Rätselhaft sind allerdings die kreisrunden Röhren, die innerhalb der Eingangsfassaden-Wände eingelassen wurden und wie eine Rohrinstallation durch die Wand gehen.